# Рагімова Лейла Мірза кизи
Лейла Мірза кизи Рагімова (1922, місто Ордубад, тепер Нахічеванська Автономна Республіка, Азербайджан — ?) — азербайджанська радянська діячка, робітниця Ордубадського консервного заводу Нахічеванської АРСР Азербайджанської РСР. Депутат Верховної Ради СРСР 4-го скликання.

## Життєпис
Народилася в родині робітника шовкомотальної фабрики. Закінчила школу в місті Ордубаді Нахічеванської АРСР.
З 1941 року — робітниця-варщиця Ордубадського консервного заводу Нахічеванської АРСР. Досягала високих виробничих показників та постійного перевиконання плану.
Подальша доля невідома.

## Нагороди та відзнаки
- медаль «За доблесну працю у Великій Вітчизняній війні 1941—1945 рр.»
- дві почесні грамоти Міністерства промисловості продовольчих товарів СРСР